# Eisensteinintegral
Inom representationsteorin, en del av matematiken, är Eisensteinintegralen en integral introducerad av Harish-Chandra (1970, 1972) i representationsteorin av halvenkla Liegrupper, analogt till Eisensteinserien i teorin om automorfa former.
Harish-Chandra (1975, 1976a, 1976b) använde Eisensteinintegraler till att sammansätta regelbundna representationen av en halvenkel Liegrupp till representationer som uppstår ur paraboliska delgrupper. 
Trombi (1989) gav en översikt av Harish-Chandras arbete om detta.

## Definition
Harish-Chandra (1970, section 10) definierar Eisensteinintegralen som
{\displaystyle \displaystyle E(P:\psi :\nu :x)=\int _{K}\psi (xk)\tau (k^{-1})\exp((i\nu -\rho _{P})H_{P}(xk))\ dk}
där:
- x är ett element av en halvenkel grupp G
- P = MAN är en kuspidal parabolisk delgrupp av G
- ν är ett element av komplexifieringen av a
- a är Liealgebran av A i Langlandssammansättningen P = MAN.
- K är en maximal kompakt delgrupp av G med G = KP.
- ψ är en kuspidal funktion på M som satisfierar vissa krav
- τ är en ändligdimensionell unitär dubbel representation av K
- HP(x) = log a där x = kman är sammansättningen av x i G = KMAN.